# Gudrun Gut
Pour les articles homonymes, voir Gut.

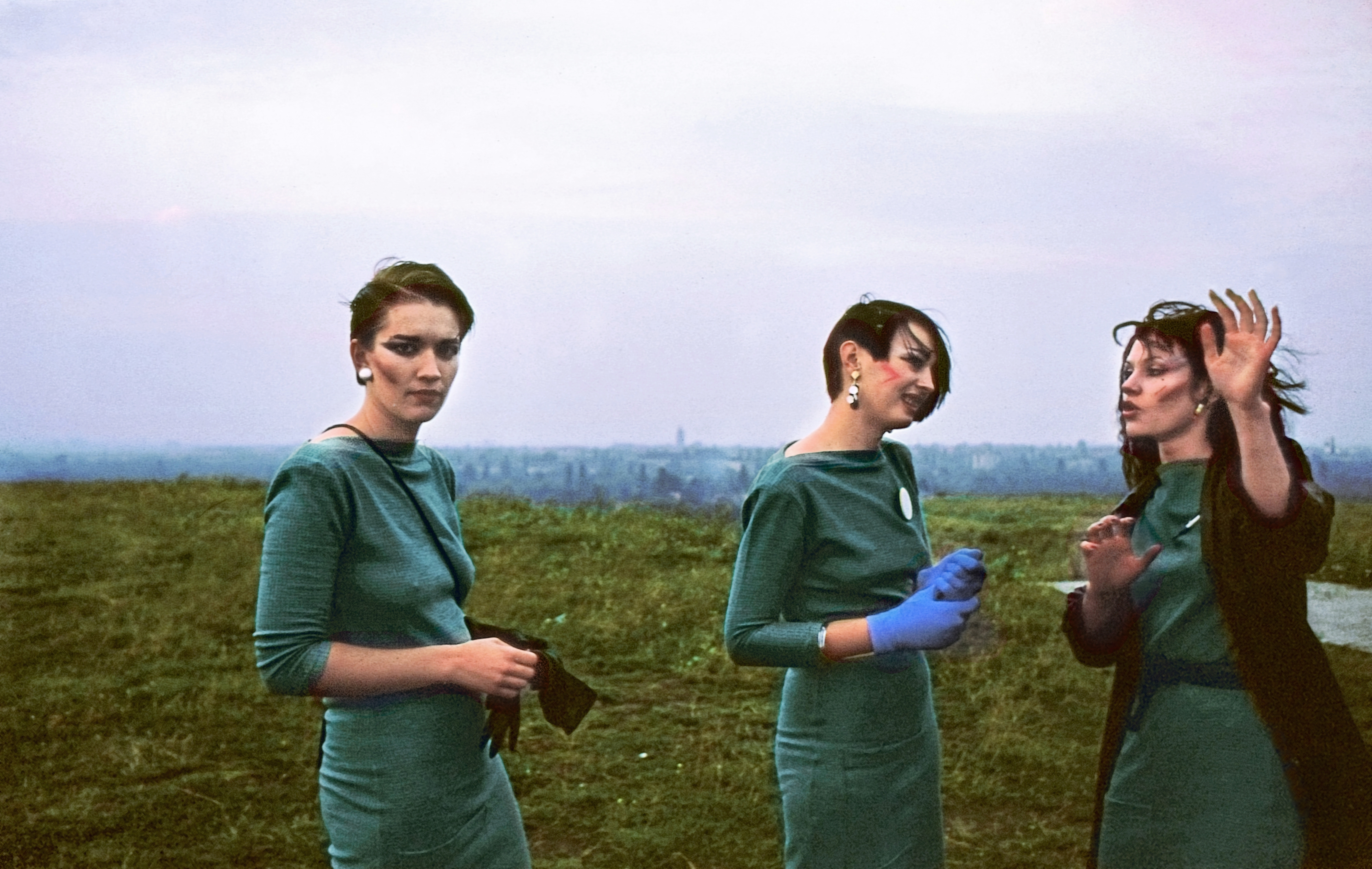
Gudrun (au centre) en compagnie de Karin Luner et de Bettina Köster à Berlin en septembre 1979.

Gudrun Gut, de son vrai nom Gudrun Bredemann est une artiste de musique électronique allemande, productrice et DJ, née le 20 mai 1957 à Celle en Basse-Saxe. 

## Biographie
Gudrun grandit dans la région de la lande de Lüneburg. En 1975, elle s'installe à Berlin, et y entame dès 1978 des études d'arts visuels, qu'elle poursuit jusque 1984, à la Haute École des arts de Berlin. Elle se lance ensuite dans la musique, fondant d'abord DIN A Testbild en 1977, puis Mania D en 1979. Elle est l'un des premiers membres du groupe Einstürzende Neubauten en 1980, du projet Malaria! en 1981 et du groupe, est à l'origine du groupe Matador en 1982. En 1990, elle obtient un rôle dans une pièce de Heiner Müller, Hamletmaschine, et a renouvelé les expériences théâtrales plusieurs fois depuis, soit dans un rôle, soit en tant que compositrice. La même année, elle fonde le label discographique Moabit Musik en 1990, qu'elle dirige. Gudrun s'investit aux côtés de la Canadienne Myra Davies lors de lectures sous le nom de Miasma. 
Coprésentatrice et productrice d'une émission hebdomadaire sur radio berlinoise depuis août 1997, Ocean Club Radio, elle fonde également cette année-là Monika Enterprise, son deuxième label, Gudrun a fait la une du magazine Wire d'avril 2008.
Signée sur le label irlandais Earsugar, elle sort le single Move me, suivi de l'album I put a Record on, sorti le 5 février 2007

## Discographie
- 1980 : 7" White Christmas
- 1996 : Maxi-CD YadiYAdi (en collaboration avec Anita Lane)
- 1996 : Maxi-CD Die Sonne (en collaboration avec Blixa Bargeld)
- 1996 : CD Members of The Ocean Club (en collaboration avec Anita Lane, Blixa Bargeld, et Inga Humpe, entre autres.
- 1996 : Maxi-CD Firething (avec Anita Lane)
- 2004 : 2-CD Members of The Ocean Club
- 2005 : 7" Move Me
- 2007 : CD I Put A Record On
- 2007 : 12" In Pieces(Remix par Burger/Voigt, Pole, Dntel)
- 2007 : 7" Pleasure Train
- 2008 : EP Apples, Pears and Deer in Poland
- 2010 : CD Baustelle
- 2011 : CD Rekonstruktion (Remixes)
- 2012 : CD Wildlife
- 2012 : CD 500m Gut Und Irmler
- 2016 : CD / Vinyl "Vogelmixe – Gudrun Gut Remixes Heimatlieder aus Deutschland Berlin / Augsburg"
- 2018 : CD / Vinyl Moment

## Filmographie
- 1988 : Dandy –
- 1995 : Girls Bite Back
- 2005 : Verschwende Deine Jugend
- 2015: B-Movie: Lust & Sound in West-Berlin 1979-1989, documentation with Mark Reeder